# 브라이언 코리
브라이언 스콧 코리(영어: Bryan Scott Corey, 1973년 10월 21일 ~ )는 미국의 전 야구 선수이자 현 클리블랜드 인디언스의 스카우트이다. KBO 리그 롯데 자이언츠, 대만 프로 야구 라미고 몽키스에서 활동했다.

## 선수 활동

### 한국 야구 시절
롯데 자이언츠와 선발 투수로 계약하였지만 2011년 39세라는 적지 않은 나이는 선발로서 활약하기 힘들 것이라는 팬들의 우려를 시즌 전부터 받아 왔다. 코리는 그 우려를 개막 후 6경기에서 선발 투수로 나름의 임무를 수행한 뒤 5월 들어 마무리 고원준과 보직을 바꿔 상승세를 타며 6경기서 11이닝 동안 평균자책점 ‘제로’의 퍼펙트 피칭을 선보이며 롯데의 뒷문을 확실히 책임져가며 그 우려를 무마시키는 듯 했다. 그러나 5월 15일 KIA전에서 3타자 연속 홈런을 허용한 이후부터 급격히 무너지기 시작했다. 5월 21일 LG전에서는 승리를 눈앞에 두고 동점 투런포를 맞아 팀 패배의 원흉이 돼더니 6월 이후에는 4경기서 평균자책 14.40을 기록하는 등 코칭스태프의 신뢰를 잃고 2군 통보를 받았다. 천신만고 끝에 6월 23일 1군에 복귀한 뒤, 6월 28일 KIA전에 구원 등판해 2 1/3이닝을 무실점으로 막으며 희망을 보이는 듯 했으나, 7월 2일 대구 삼성전 5 1/3이닝 2실점, 7월 8일 SK전 5 1/3이닝 5실점(2자책)을 기록하는 등 저조한 모습을 보여 주었다. 코리는 결국 2011년 7월 9일, 대체 용병인 크리스 부첵의 영입과 함께 웨이버로 공시되어 방출되었고, 라미고 몽키스에 이적했다.
한편, 본인(코리) 퇴출 후 좌완 에릭 스털츠가 본인(코리) 대체선수 물망에 거론됐으나 새 기회를 노리던 스털츠(콜로라도 이적)와 그 가족들의 한국행 난색 표명으로 무산됐다.

### 대만 야구 시절
롯데 자이언츠에서 방출된 후 동년 8월에 대만 프로 야구 팀 라미고 몽키스와 계약하고 정규 시즌 5경기에 등판하여 2승 1패 1홀드 4.37의 평균자책을 기록했다. 시즌 후 재계약하지 않았다. 2012년에는 멕시칸 리그 팀 멕시코시티 레드 데블스와 미국의 독립 리그인 애틀란틱 리그 팀 캠든 리버샤크스에서 활동한 후 그 해 6월 현역에서 은퇴하고 클리블랜드 인디언스의 스카우트로 자리를 옮겼다.

## 참고 문헌
1. ↑  퇴출벼랑 코리 VS 극적회생 사도스키 -데일리안
2. ↑  롯데, 새 용병 크리스 부첵 영입…코리 웨이버 공시 -조이뉴스24
3. ↑  민경훈 (2013년 8월 31일). “'류현진 맞상대‘ 스털츠, 2년 전 롯데 올 뻔”. OSEN. 2024년 9월 18일에 확인함.
4. ↑  전 롯데 투수 코리, 클리블랜드 스카우트로 새 출발 - MK스포츠